# Sheanötsträd
Sheanötsträd (Vitellaria paradoxa) kallas ibland smörträd. Det är den enda arten i släktet Vitellaria.

## Beskrivning

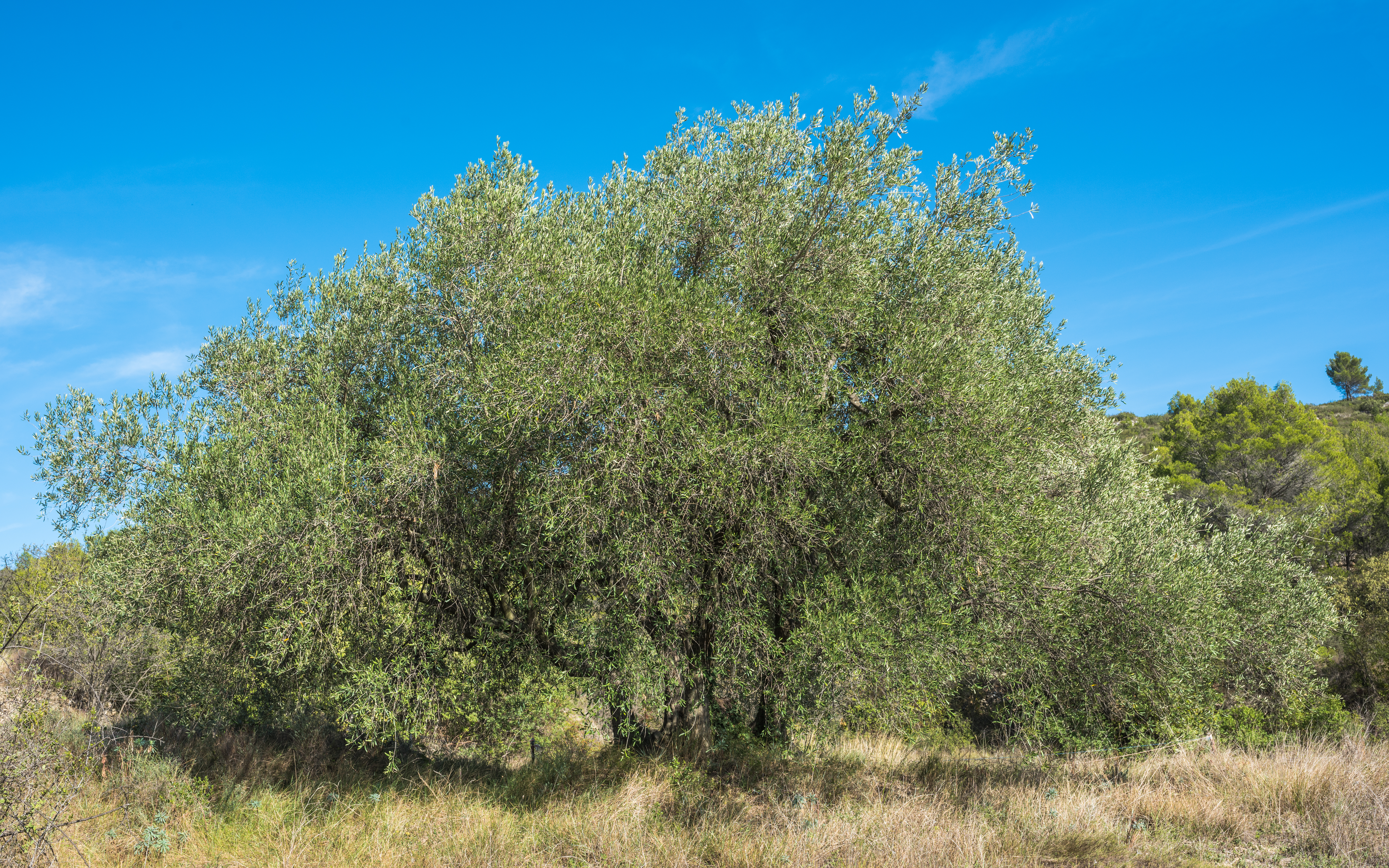
Olivträd.

Sheanötträdet liknar i växtsättet olivträd, blir färdigväxt efter 20–30 år, och kan då bli upp till 20 meter högt. Det kan bli flera hundra år gammalt.
Trädet har pålrot, dess bark är grå/brun. Trädet bär frukt först när det är 10–15 år gammalt. Termitresistent.
Frukterna mognar i juni–september, och faller då ned till marken.

## Habitat
Centrala Afrika från östra Senegal till norra Uganda. Sheanötträd finns även i Indien.

## Biotop
Företrädesvis sandig och lerig jord.

## Bearbetning
Hantverkmässig bearbetning sker genom att nötterna först krossas och får torka. Mals sedan till mjöl som hälls i kokande vatten och därefter filtreras. Återstoden utgörs då av sheasmör.
Industriellt kan kommersiellt användbara produkter framställas genom extraktion med diverse lösningsmedel.
Oraffinerat sheasmör luktar illa, men har efter raffinering svag kakaoliknande lukt, och smakar bra. Raffineringen sker genom upphettning med vattenånga.
Sheaolja framställs genom att stearinsyra tas bort ur sheasmör genom avkylning.

## Användning

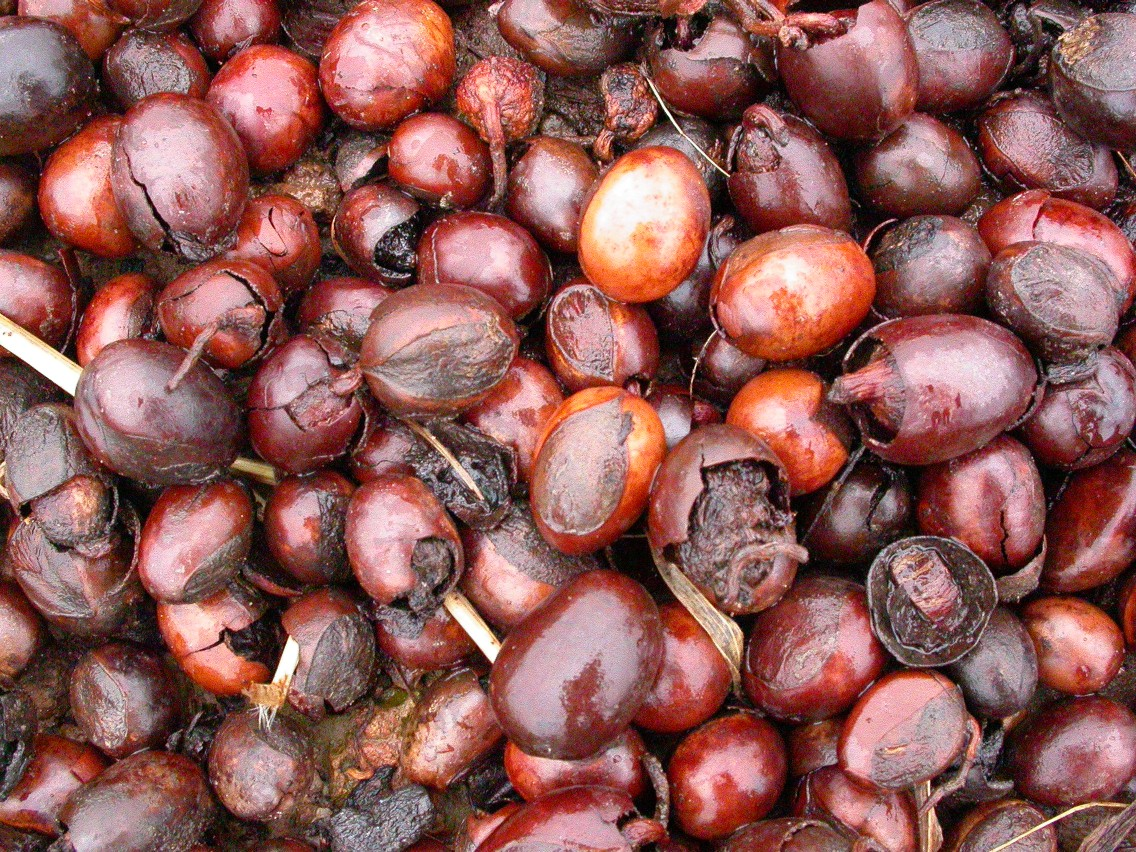
Sheanötter

Trädets nötter är fettrika och skördas för framställning av sheasmör, som ingår i många i handeln vanliga livsmedel (se respektive varas innehållsförteckning) samt i kosmetika.
Sheanötträdet anses i Afrika heligt, och traditionellt får endast kvinnor samla och bearbeta sheanötter.

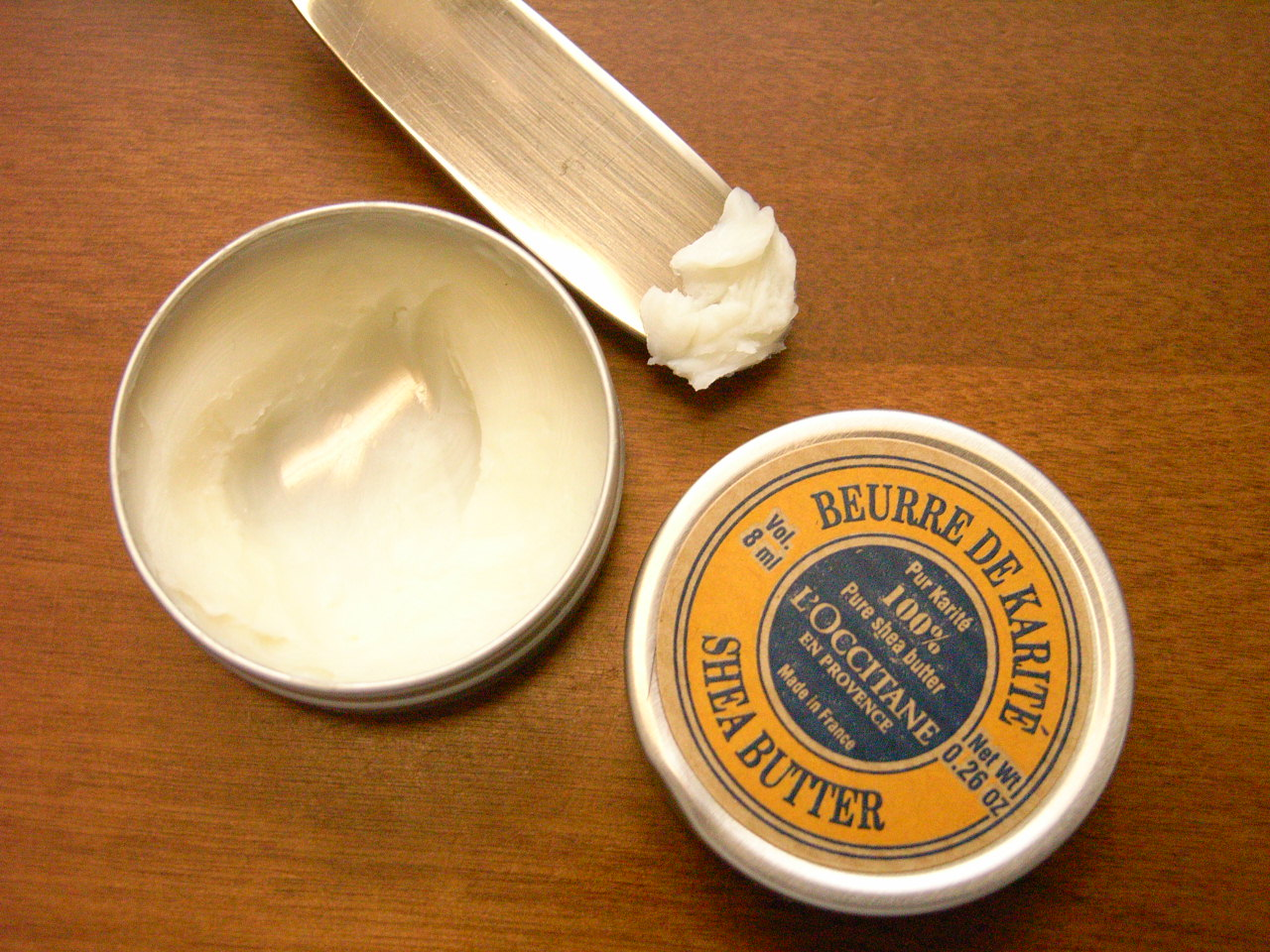
Sheasmör.

Sheasmör används i Afrika och Japan på samma sätt som européer använder vanligt smör.
Sheaolja används som matolja, för tillverkning av tvål, bränsle i lyktor, hudvård, hårvård och som smörjmedel.
Vissa delar av sheanötträdet används som naturläkemedel.

## Bilder

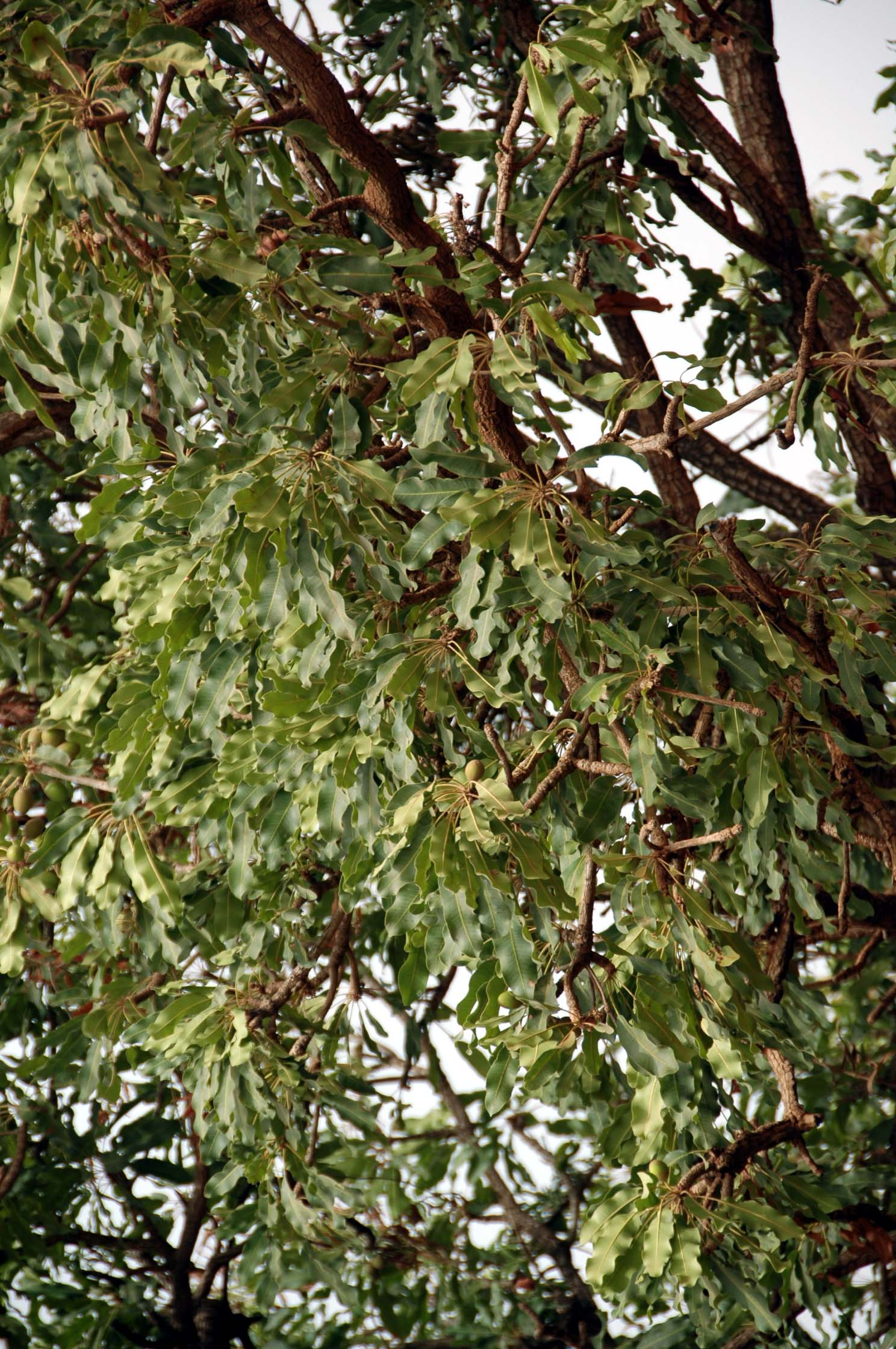
Lövverk, här och där omogna frukter
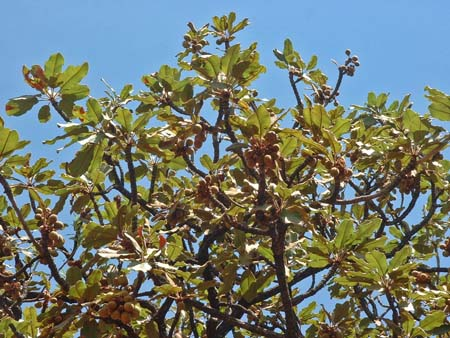
Snart mogna frukter
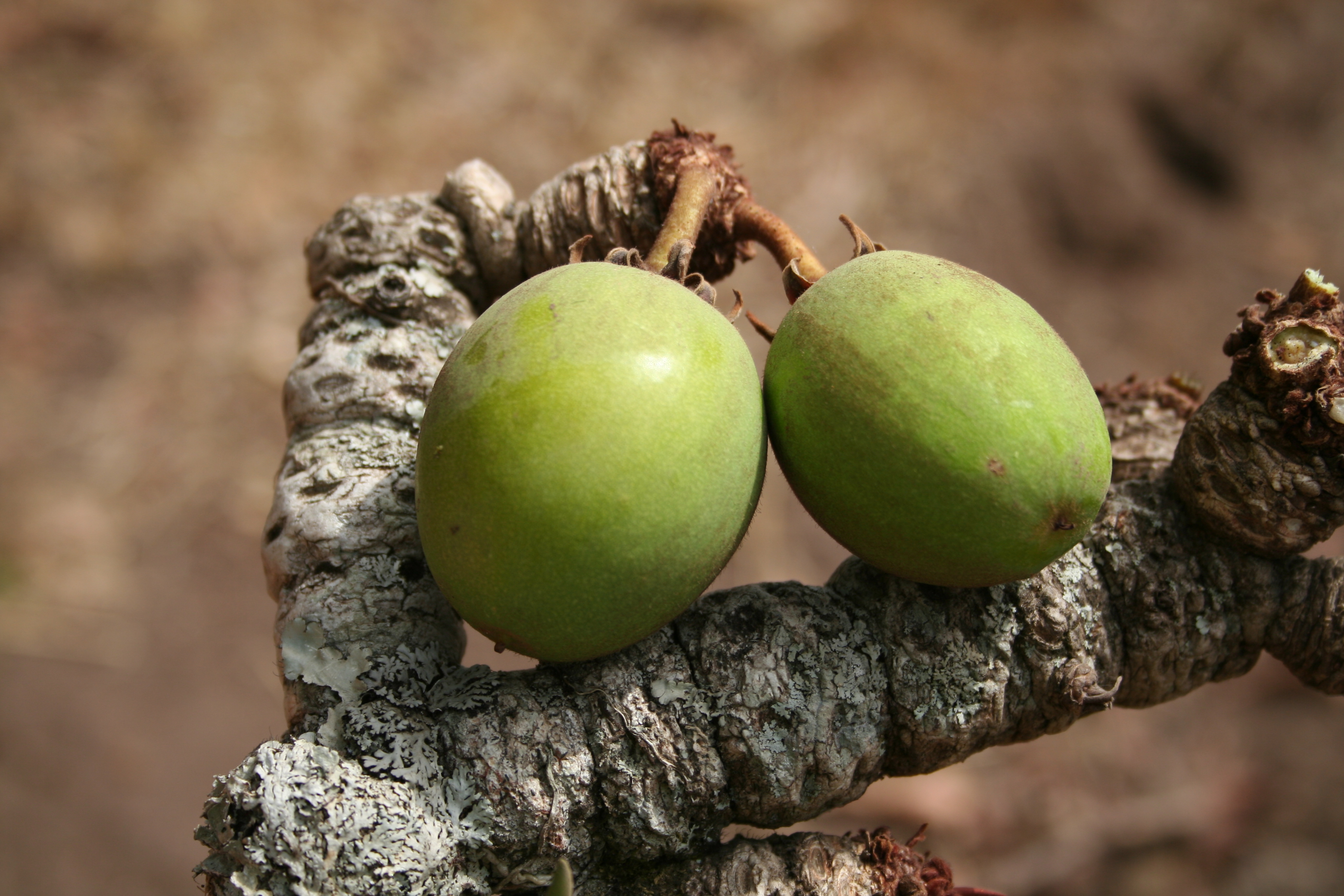
Frukter
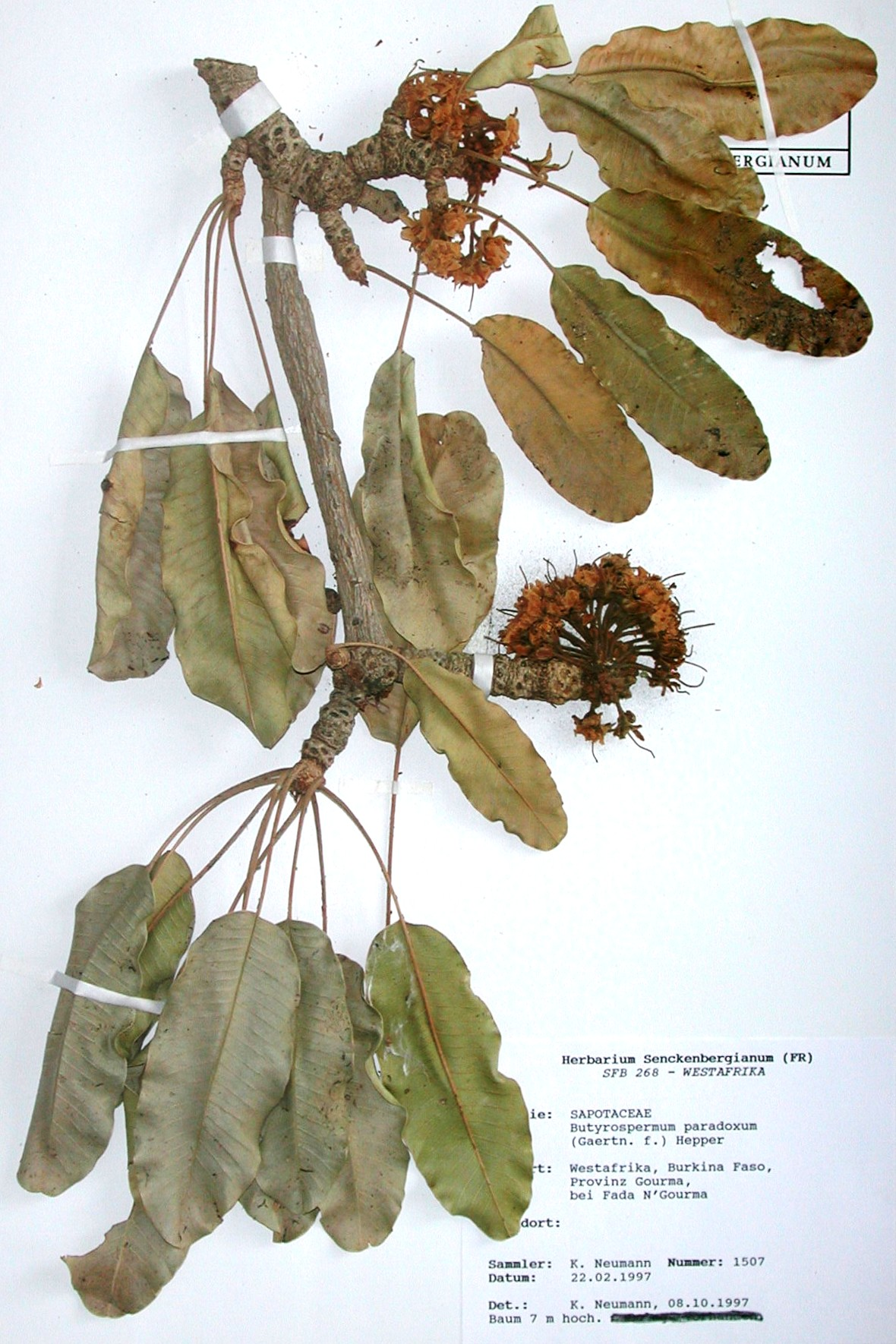
Löv och blommor Herbariumbild
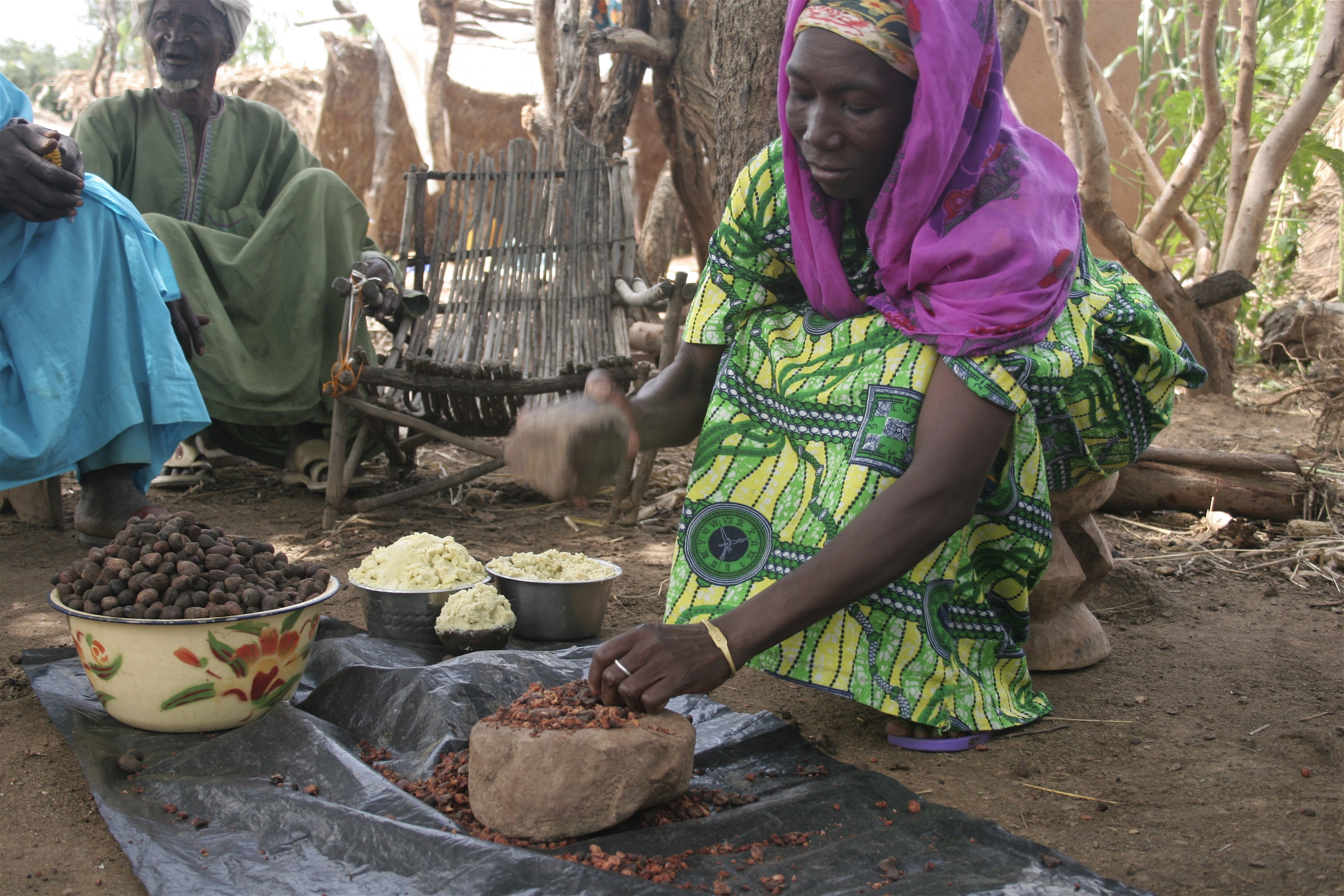
Nötterna krossas
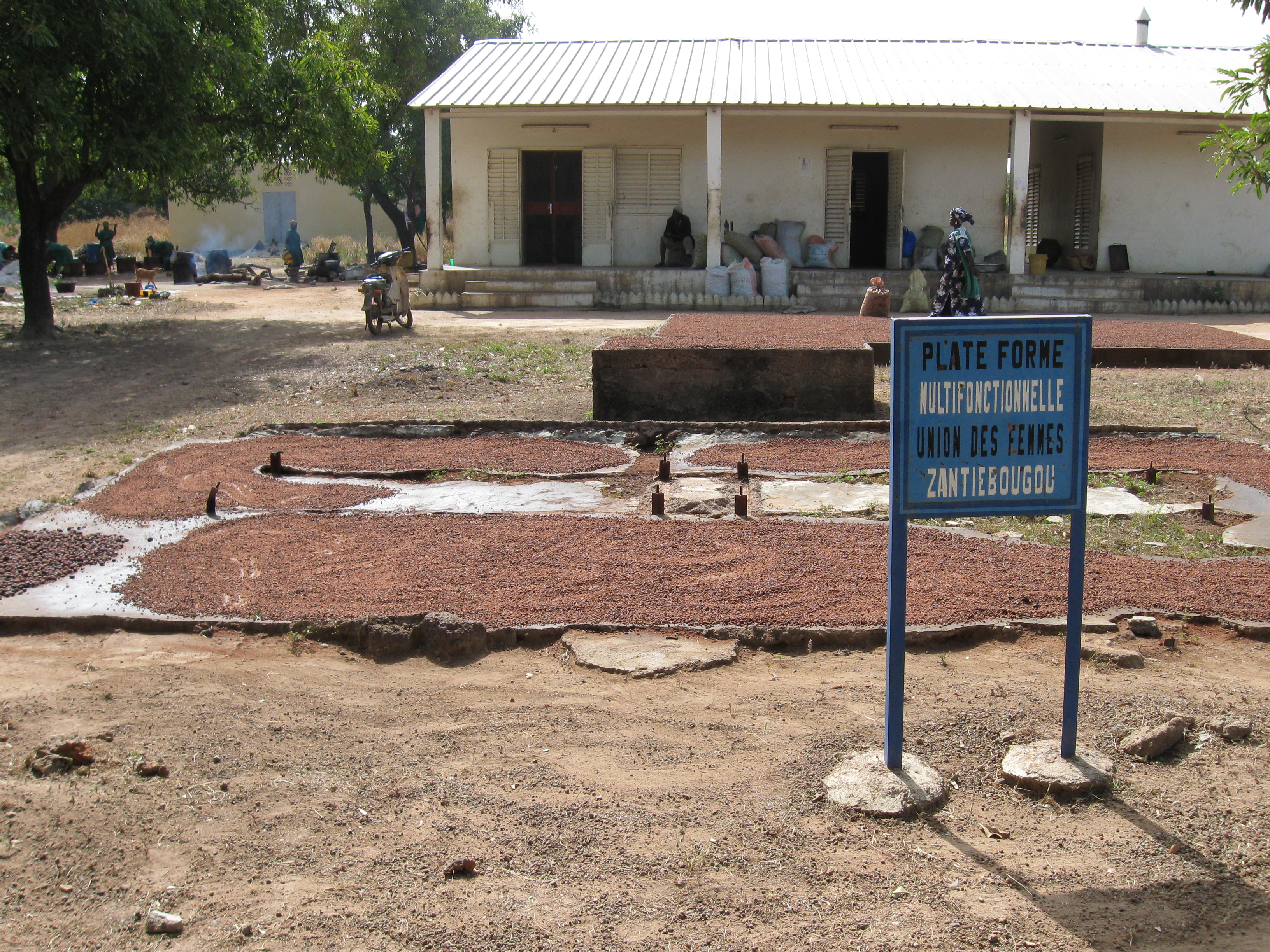
Torkning
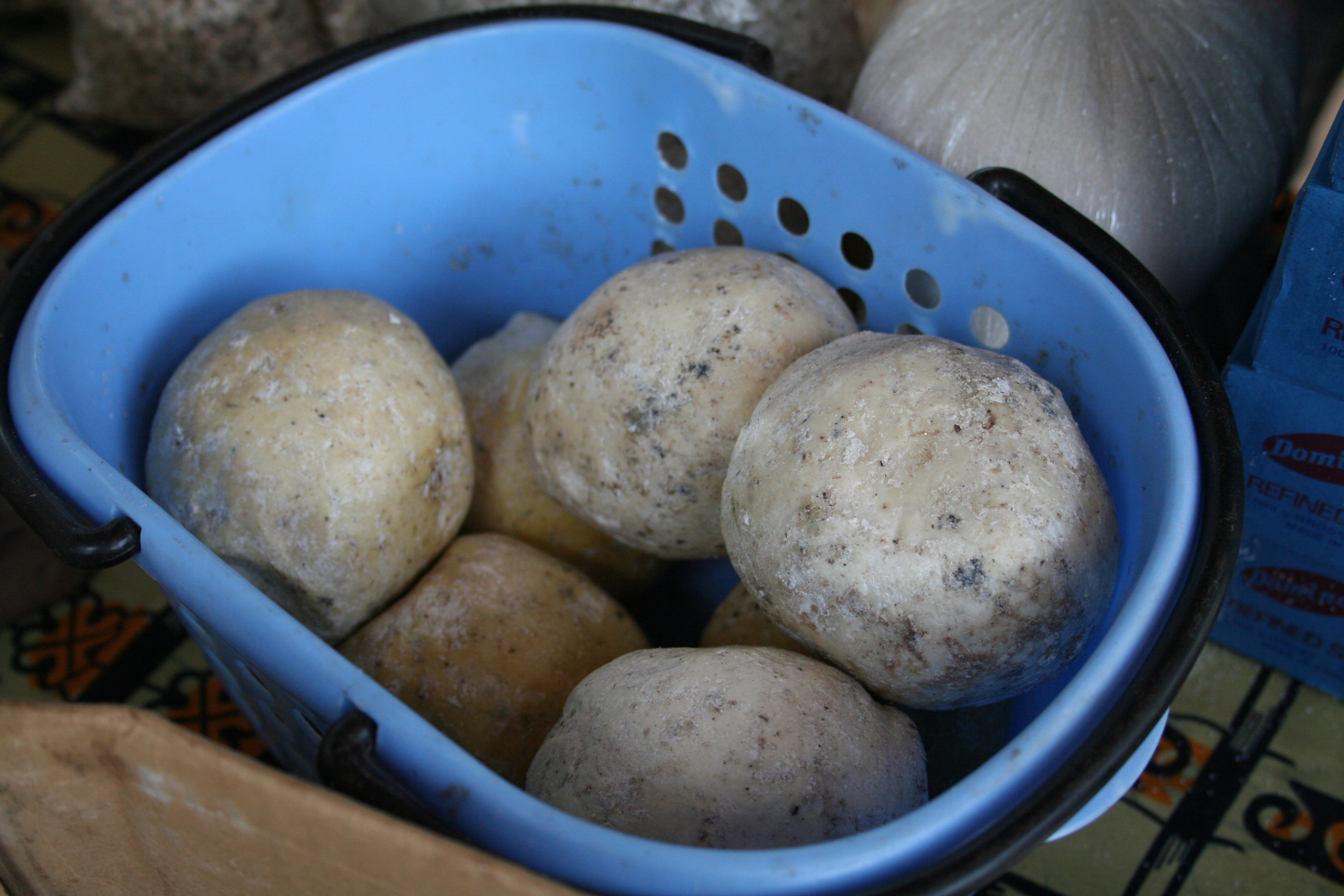
Sheanöttvål